# Мінченій-де-Жос
Мінченій-де-Жос (рум. Mincenii de Jos) — село у Резинському районі Молдови. Адміністративний центр однойменної комуни, до складу якої також входить село Мінченій-де-Сус.

## Населення
За даними перепису населення 2004 року у селі проживали 377 осіб.
Національний склад населення села:
| Національність   | Кількість осіб | Відсоток   |
| ---------------- | -------------- | ---------- |
| молдавани румуни | 367 10         | 97,3% 2,7% |
| Всього           | 377            | 100%       |